# David Boo Wiklander
David Boo Wiklander (sinh ngày 3 tháng 10 năm 1984) là một cầu thủ bóng đá người Thụy Điển gốc Colombia thi đấu ở vị trí hậu vệ cho IFK Göteborg.

## Danh hiệu
IFK Norrköping
- Allsvenskan: 2015